# Вино комети
Вино́ коме́ти (фр. vin de la comete) — назва рідкісних вин, високу якість яких приписують впливу комети.
В літературі відзначається, що 1811 рік виділявся появою комети надзвичайної яскравості і того ж року в Франції та Іспанії був зібраний урожай винограду особливого смаку і аромату. Пізніше так була названа одна із марок шампанського, про що зустрічається згадка в першій главі роману О. С. Пушкіна Євгеній Онєгін:
|  | ...Ввійшов: і корок геть летить, Вина комети струм кипить, Roast-beef чекає їх сочистий І трюфлі, розкіш юних днів, Французьких гордість кухарів, І страсбурзький пиріг пашистий Між сиром лімбурзьким живим І ананасом золотим... |

Крім 1811 року репутацію вин комети мають вина урожаїв  1826, 1839, 1845, 1852, 1858, 1861 років та інші.